# Strudsefugle
Strudsefuglene (latin: Struthioniformes) er en orden af store fugle, der har mistet evnen til at flyve. Traditionelt har denne orden omfattet flere familier af fugle, der ikke kunne flyve, fx kiwier, nanduer og emuer. Ny forskning baseret på DNA-undersøgelser har imidlertid vist, at disse fugle ikke er nært beslægtede. På den baggrund er det foreslået, at strudsefuglene kun bør omfatte de to arter af strudse.

## Beskrivelse
Strudsefugle mangler den fremtrædende kam på brystbenet, hvor flyvemusklerne ved andre fugle fæstner. Fjerene ved strudsefuglene er ikke sammenhængende og kan ikke bruges til flyvning. Herudover mangler strudsefuglene også den oliekirtel, som andre fugle bruger til at vedligeholde fjerenes vandafvisende effekt. Strudsefuglene har kun tre tæer på hver fod. Alle tre tæer vender fremad.

## Traditionel klassifikation
Den traditionelle inddeling af strudsefuglene i flere familier vises nedenfor. Forskning har dog vist, at strudsene f.eks. er nærmere beslægtet med de flyvende tinamuer end med resten af strudsefuglene. Derfor er det foreslået, at placere familierne i hver deres egen orden, dog med kasuarer og emuer i samme orden Casuariiformes.
Orden: Struthioniformes (Strudsefugle)
- Familie: Struthionidae – (Strudse)
- Familie: Rheidae – (Nanduer)
- Familie: Casuariidae – (Kasuarer)
- Familie: Dromaiidae – (Emuer)
- Familie: Apterygidae – (Kiwier)

### Andre fugle
Andre fugle, der også undertiden placeres i ordenen Struthioniformes
- Orden: Tinamiformes – Tinamuer
- Orden: Dinornithiformes
  - Moaer (Dinornithidae) – uddøde kæmpefugle fra New Zealand
- Orden: Aepyornithiformes
  - Elefantfugle (Aepyornithidae) – uddøde kæmpefugle fra Madagaskar